# Rehderodendron
Rehderodendron Hu – rodzaj roślin z rodziny styrakowatych. Obejmuje 10 gatunków. Są to drzewa i krzewy występujące w południowych i południowo-wschodnich Chinach kontynentalnych, w Wietnamie, Mjanmie i Bangladeszu. Rośliny te rosną w górskich lasach, zwykle na terenach skalistych. Ich kwiaty są zapylane przez owady. Wyróżniają się okazałymi, drewniejącymi owocami.
Drzewa te bywają uprawiane jako ozdobne, zwłaszcza Rehderodendron macrocarpum. Walorem są efektowne, okazałe liście przebarwiające się jesienią na czerwono oraz kwiaty o zapachu cytrynowym, rozwijające się w tym samym czasie co liście, pojawiające się już na młodych roślinach.
Nazwa rodzajowa upamiętnia Alfreda Rehdera (1863–1949), dendrologa urodzonego w Niemczech, związanego z Arnold Arboretum (USA).

## Morfologia
PokrójKrzew i niskie drzewa osiągające do 9 m wysokości.
LiścieSkrętoległe, bez przylistków, opadające na zimę. Blaszka pojedyncza, piłkowana, czasem drobno.
KwiatyObupłciowe, zebrane po kilka w groniaste i wiechowate kwiatostany wyrastające w kątach liści i u nasady zeszłorocznych pędów. Szypułki członowane. Kielich przylegający do zalążni, stożkowaty, z 5–10 żeberkami, na końcu z 5 drobnymi łatkami. Korona dzwonkowata, złożona z 5 płatków, białych, zrośniętych u dołu. Pręcików jest 10, z czego 5 jest dłuższych a 5 krótszych, ich nitki są spłaszczone, u nasady przyległe do płatków. Pylniki są jajowate do podługowatych. Zalążnia jest dolna. Powstaje z trzech lub czterech owocolistków. W każdej z komór rozwijają się 4 zalążki. Szyjka słupka jest długa i cienka, zwieńczona znamieniem niewyraźnie cztero- lub pięciodzielnym.
OwoceDrewniejące torebki z mniej lub bardziej przylegającym i trwałym kielichem, z 5 lub 10 żebrami, na szczycie z dzióbkiem tworzonym przez trwałą nasadę szyjki słupka, zawierające 1–3 wąskocylindryczne nasiona.

## Systematyka
Rodzaj z rodziny styrakowatych. 
Wykaz gatunków
- Rehderodendron burmanicum (W.W.Sm. & Farrer) W.Y.Zhao, P.W.Fritsch & W.B.Liao
- Rehderodendron conostyle C.Y.Wu
- Rehderodendron indochinense H.L.Li
- Rehderodendron kwangtungense Chun
- Rehderodendron kweichowense Hu
- Rehderodendron macrocarpum Hu
- Rehderodendron macrophyllum (C.Y.Wu & K.M.Feng) W.Y.Zhao, P.W.Fritsch & W.B.Liao
- Rehderodendron membranifoiuml C.Y.Wu
- Rehderodendron microcarpum K.M.Feng
- Rehderodendron truongsonense P.W.Fritsch, W.B.Liao & W.Y.Zhao